# 建安郡王祠
建安郡王祠，位于中国广东省江门市新会区三江镇新江村，为广东省唯一的郡王级宗祠。建安郡王祠入祀的是宋太宗赵光义第四子恭靖商王赵元份的十世孙赵必迎（建安郡王）。2004年，列入新会区文物保护单位。
建安郡王祠占地7391平方米，为一三进建筑，具有典型的岭南建筑特色。建安郡王祠始建年代不详，约在明代嘉靖年间之前。因年久失修，2004年，郡王祠重修；2009年5月，重修工程竣工。